# Torneio de wushu nos Jogos Olímpicos de Verão de 2008
O torneio afiliado de wushu nos Jogos Olímpicos de Verão de 2008 foi uma competição de wushu disputada entre os dias 21 e 24 de agosto de 2008 no Ginásio Centro Esportivo Olímpico de Pequim. Como desde os Jogos de Barcelona 1992 o COI não prevê a inclusão de esportes de demonstração na programação dos Jogos, ele permitiu que o wushu fosse disputado com sua anuência, com certas  condições.
Os lutadores tiveram à disposição toda a infra-estrutura dos Jogos: puderam dormir na Vila Olímpica, usar transporte oficial e credencial, e suas lutas foram noticiadas nos informativos oficiais, inclusive com transmissão ao vivo pela TV chinesa. Suas disputas aconteceram no mesmo ginásio que foi palco dos jogos de handebol. Desta forma, teve toda a decoração com as inscrições "Beijing 2008", centenas de voluntários e todas as instalações "de nível olímpico". As medalhas distribuídas não foram as oficiais dos Jogos e os atletas não puderam participar das Cerimônias, nem haver nenhuma alusão a "esporte de demonstração" em lugar algum. 

## Quadro de medalhas
| Ordem | País          | Medalha de ouro | Medalha de prata | Medalha de bronze | Total |
| ----- | ------------- | --------------- | ---------------- | ----------------- | ----- |
| 1     | China         | 8               | 0                | 0                 | 8     |
| 2     | Rússia        | 2               | 3                | 0                 | 5     |
| 3     | Hong Kong     | 2               | 1                | 1                 | 4     |
| 4     | Macau         | 1               | 3                | 1                 | 5     |
| 5     | Irão          | 1               | 1                | 2                 | 4     |
| 5     | Filipinas     | 1               | 1                | 2                 | 4     |
| 7     | Malásia       | 0               | 2                | 3                 | 5     |
| 8     | Vietname      | 0               | 1                | 3                 | 4     |
| 9     | Japão         | 0               | 1                | 2                 | 3     |
| 10    | Itália        | 0               | 1                | 0                 | 1     |
| 10    | Taipé Chinesa | 0               | 1                | 0                 | 1     |
| 12    | Egito         | 0               | 0                | 2                 | 2     |
| 13    | Brasil        | 0               | 0                | 1                 | 1     |
| 13    | Indonésia     | 0               | 0                | 1                 | 1     |
| 13    | Reino Unido   | 0               | 0                | 1                 | 1     |
| 13    | Coreia do Sul | 0               | 0                | 1                 | 1     |
| Total | Total         | 15              | 15               | 20                | 50    |

### Taolu
| Event                                     | Ouro                 | Ouro  | Prata                | Prata | Bronze                     | Bronze |
| ----------------------------------------- | -------------------- | ----- | -------------------- | ----- | -------------------------- | ------ |
| Changquan masculino                       | Yuan Xiaochao (CHN)  | 9.83  | Semen Udelov (RUS)   | 9.63  | Ehsan Peighambari (IRI)    | 9.59   |
| Daoshu e Gunshu combinado masculino       | Zhao Qingjian (CHN)  | 19.70 | Jia Rui (MAC)        | 19.34 | Cheng Chung Hang (HKG)     | 19.19  |
| Nanquan e Nangun combinado masculino      | Willy Wang (PHI)     | 19.44 | Peng Wei-Chua (TPE)  | 19.39 | Pui Fook Chien (MAS)       | 19.34  |
| Jianshu e Qiangshu combinado masculino    | Liu Yang (HKG)       | 19.40 | Lim Yew Fai (MAS)    | 19.32 | Nguyen Huy Thanh (VIE)     | 19.31  |
| Taijiquan e Taijijian combinado masculino | Wu Yanan (CHN)       | 19.77 | Hei Zhi Hong (HKG)   | 19.42 | Yoshihiro Shimoda (JPN)    | 19.26  |
| Changquan feminino                        | Daria Tarasova (RUS) | 9.74  | Xi Cheng Qing (MAC)  | 9.65  | Susyana Tjhan (INA)        | 9.58   |
| Daoshu e Gunshu combinado feminino        | Geng Xiao Ling (HKG) | 19.36 | Xu Hui Hui (ITA)     | 19.31 | Chai Fong Wei (MAS)        | 19.16  |
| Nanquan e Nandao combinado feminino       | Lin Fan (CHN)        | 19.65 | Erika Kojima (JPN)   | 19.16 | Diana Bong Siong Lin (MAS) | 19.04  |
| Jianshu & Qiangshu combinado feminino     | Ma Lingjuan (CHN)    | 19.60 | Han Jing (MAC)       | 19.30 | Nguyen Mai Phuong (VIE)    | 19.15  |
| Taijiquan & Taijijian combinado feminino  | Cui Wenjuan (CHN)    | 19.69 | Chai Fong Ying (MAS) | 19.34 | Ai Miyaoka (JPN)           | 19.30  |

### Sanshou
| Event         | Ouro                 | Prata                   | Bronze                  |
| ------------- | -------------------- | ----------------------- | ----------------------- |
| Men's 56 kg   | Zhang Shuaike (CHN)  | Nazir Shandulaev (RUS)  | Qin Zhi Jian (MAC)      |
| Men's 56 kg   | Zhang Shuaike (CHN)  | Nazir Shandulaev (RUS)  | Benjie Rivera (PHI)     |
| Men's 70 kg   | Cai Liang Chan (MAC) | Murad Akhadov (RUS)     | Ahmad Ibrahim (EGY)     |
| Men's 70 kg   | Cai Liang Chan (MAC) | Murad Akhadov (RUS)     | Yoon Soon-Myung (KOR)   |
| Men's 85 kg   | Muslim Salihov (RUS) | Hossein Ojaghi (IRI)    | Emerson Almeida (BRA)   |
| Men's 85 kg   | Muslim Salihov (RUS) | Hossein Ojaghi (IRI)    | Nicholas Evagorou (GBR) |
| Women's 52 kg | Qin Lizi (CHN)       | Mary Jane Estimar (PHI) | Nguyen Thuy Ngan (VIE)  |
| Women's 52 kg | Qin Lizi (CHN)       | Mary Jane Estimar (PHI) | Farzaneh Dehghani (IRI) |
| Women's 60 kg | Zahra Karimi (IRI)   | Luong Thi Hoa (VIE)     | Walaa Abdelrazek (EGY)  |
| Women's 60 kg | Zahra Karimi (IRI)   | Luong Thi Hoa (VIE)     | Mariane Mariano (PHI)   |

## Resultados

### Taolu

#### Changquan masculino
| Pos. | Atleta                   | Placar |
| ---- | ------------------------ | ------ |
| 1    | Yuan Xiaochao (CHN)      | 9.83   |
| 2    | Semen Udelov (RUS)       | 9.63   |
| 3    | Ehsan Peighambari (IRI)  | 9.59   |
| 4    | Daisuke Ichikizaki (JPN) | 9.58   |
| 5    | Aung Si Thu (MYA)        | 9.37   |
| 6    | Siow Kin Yan (SIN)       | 9.32   |
| 7    | Andrie Mulianto (INA)    | 9.29   |
| 8    | Ang Eng Chong (MAS)      | 9.25   |
| 9    | Nicholas Grimwood (NZL)  | 7.75   |
| 10   | Emrullah Gul (TUR)       | 7.27   |

#### Daoshu e Gunshu combinado masculino
| Pos. | Atleta                   | Daoshu | Gunshu | Total |
| ---- | ------------------------ | ------ | ------ | ----- |
| 1    | Zhao Qingjian (CHN)      | 9.85   | 9.85   | 19.70 |
| 2    | Jia Rui (MAC)            | 9.75   | 9.59   | 19.34 |
| 3    | Cheng Chung Hang (HKG)   | 9.59   | 9.60   | 19.19 |
| 4    | Tran Duc Trong (VIE)     | 9.62   | 9.55   | 19.17 |
| 5    | Radik Zaripov (RUS)      | 9.55   | 9.58   | 19.13 |
| 6    | Lee Jong-Chan (KOR)      | 9.58   | 9.54   | 19.12 |
| 7    | Hsiao Yung-Sheng (TPE)   | 9.50   | 9.24   | 18.74 |
| 8    | Efren Rodriguez (CUB)    | 9.22   | 9.25   | 18.47 |
| 9    | Andrzej Topczewski (POL) | 9.25   | 9.13   | 18.38 |
| 10   | Andrii Koval (UKR)       | 9.35   |        | 9.35  |

#### Nanquan e Nangun combinado masculino
| Pos. | Atleta                       | Nanquan | Nangun | Total |
| ---- | ---------------------------- | ------- | ------ | ----- |
| 1    | Willy Wang (PHI)             | 9.74    | 9.70   | 19.44 |
| 2    | Peng Wei-Chua (TPE)          | 9.70    | 9.69   | 19.39 |
| 3    | Pui Fook Chien (MAS)         | 9.72    | 9.62   | 19.34 |
| 4    | Koki Nakata (JPN)            | 9.72    | 9.50   | 19.22 |
| 5    | Farshad Arabi (IRI)          | 9.71    | 9.44   | 19.15 |
| 6    | Stanislav Galkin (RUS)       | 9.35    | 9.48   | 18.83 |
| 7    | Michele Giordano (ITA)       | 8.99    | 9.37   | 18.36 |
| 8    | Hani El-Sayed (EGY)          | 8.65    | 9.20   | 17.85 |
| 9    | Adriano Silva (BRA)          | 8.31    | 9.40   | 17.71 |
| 10   | Prabhath Mudiyanselage (SRI) | 8.47    | 8.85   | 17.32 |
| 11   | Maximiliano Rodriguez (ARG)  | 7.94    | 9.12   | 17.06 |

#### Jianshu e Qiangshu combinado masculino
| Pos. | Atleta                 | Qiangshu | Jianshu | Total |
| ---- | ---------------------- | -------- | ------- | ----- |
| 1    | Liu Yang (HKG)         | 9.70     | 9.70    | 19.40 |
| 2    | Lim Yew Fai (MAS)      | 9.66     | 9.66    | 19.32 |
| 3    | Nguyen Huy Thanh (VIE) | 9.66     | 9.65    | 19.31 |
| 4    | Gogi Nebulana (INA)    | 9.61     | 9.55    | 19.16 |
| 5    | Colvin Wang (USA)      | 9.52     | 9.54    | 19.06 |
| 6    | Richard Devine (GBR)   | 9.58     | 9.44    | 19.02 |
| 7    | Kweon Heung-Seok (KOR) | 9.46     | 9.51    | 18.97 |
| 8    | Raul Estevez (ESP)     | 9.19     | 9.48    | 18.67 |
| 9    | Pierre Rouviere (FRA)  | 9.21     | 9.32    | 18.53 |
| 10   | Bryan Adam Son (RSA)   | 8.64     | 8.97    | 17.61 |

#### Taijiquan e Taijijian combinado masculino
| Pos. | Atleta                  | Taijijian | Taijiquan | Total |
| ---- | ----------------------- | --------- | --------- | ----- |
| 1    | Wu Yanan (CHN)          | 9.90      | 9.87      | 19.77 |
| 2    | Hei Zhi Hong (HKG)      | 9.71      | 9.71      | 19.42 |
| 3    | Yoshihiro Shimoda (JPN) | 9.61      | 9.65      | 19.26 |
| 4    | Lee Yang (MAS)          | 9.59      | 9.60      | 19.19 |
| 5    | Jang Young-Ho (KOR)     | 9.51      | 9.51      | 19.02 |
| 6    | Goh Qiu Bin (SIN)       | 9.49      | 9.52      | 19.01 |
| 7    | Fei Bao Yao (NED)       | 9.53      | 9.42      | 18.95 |
| 8    | Chang Ching-Kuei (TPE)  | 9.64      | 9.20      | 18.84 |

#### Changquan feminino
| Pos. | Atleta                      | Placar |
| ---- | --------------------------- | ------ |
| 1    | Daria Tarasova (RUS)        | 9.74   |
| 2    | Xi Cheng Qing (MAC)         | 9.65   |
| 3    | Susyana Tjhan (INA)         | 9.58   |
| 4    | Khor Poh Chin (SIN)         | 9.37   |
| 5    | Selene Tsang Lok Teng (CAN) | 9.03   |
| 6    | Vu Tra My (VIE)             | 8.97   |
| 7    | Sandi Oo (MYA)              | 7.92   |

#### Daoshu e Gunshu combinado feminino
| Pos. | Atleta                  | Gunshu | Daoshu | Total |
| ---- | ----------------------- | ------ | ------ | ----- |
| 1    | Geng Xiao Ling (HKG)    | 9.66   | 9.70   | 19.36 |
| 2    | Xu Hui Hui (ITA)        | 9.69   | 9.62   | 19.31 |
| 3    | Chai Fong Wei (MAS)     | 9.60   | 9.56   | 19.16 |
| 4    | Lee Wei Jen (CAN)       | 9.43   | 9.50   | 18.93 |
| 5    | Yuliana Kurniawan (INA) | 9.43   | 9.49   | 18.92 |
| 6    | Julia Chernitsova (RUS) | 9.49   | 9.38   | 18.87 |
| 7    | Natalya Gerevitz (ISR)  | 9.44   | 9.21   | 18.65 |

#### Nanquan e Nandao combinado feminino
| Pos. | Atleta                     | Nandao | Nanquan | Total |
| ---- | -------------------------- | ------ | ------- | ----- |
| 1    | Lin Fan (CHN)              | 9.80   | 9.85    | 19.65 |
| 2    | Erika Kojima (JPN)         | 9.54   | 9.62    | 19.16 |
| 3    | Diana Bong Siong Lin (MAS) | 9.44   | 9.60    | 19.04 |
| 4    | Huang Yan Hui (MAC)        | 9.59   | 9.42    | 19.01 |
| 5    | Law Sum Yin (HKG)          | 9.49   | 9.50    | 18.99 |
| 6    | Vu Thuy Linh (VIE)         | 9.47   | 9.49    | 18.96 |
| 7    | Rachel Margalit (USA)      | 9.25   | 9.43    | 18.68 |
| 8    | Samantha Tjhia (CAN)       | 9.45   | 9.22    | 18.67 |
| 9    | Huang Hsiao-Chien (TPE)    | 9.23   | 9.40    | 18.63 |

#### Jianshu e Qiangshu combinado feminino
| Pos. | Atleta                  | Qiangshu | Jianshu | Total |
| ---- | ----------------------- | -------- | ------- | ----- |
| 1    | Ma Lingjuan (CHN)       | 9.85     | 9.75    | 19.60 |
| 2    | Han Jing (MAC)          | 9.65     | 9.65    | 19.30 |
| 3    | Nguyen Mai Phuong (VIE) | 9.55     | 9.60    | 19.15 |
| 4    | Chen Shao-Chi (TPE)     | 9.50     | 9.59    | 19.09 |
| 5    | Evgeniya Ragulina (KAZ) | 9.44     | 9.50    | 18.94 |
| 6    | Lee Tenyia (USA)        | 9.41     | 9.49    | 18.90 |
| 7    | Ng Xinni (SIN)          | 9.42     | 9.22    | 18.64 |

#### Taijiquan e Taijijian combinado feminino
| Rank | Athlete                 | Taijiquan | Taijijian | Total |
| ---- | ----------------------- | --------- | --------- | ----- |
| 1    | Cui Wenjuan (CHN)       | 9.85      | 9.84      | 19.69 |
| 2    | Chai Fong Ying (MAS)    | 9.64      | 9.70      | 19.34 |
| 3    | Ai Miyaoka (JPN)        | 9.66      | 9.64      | 19.30 |
| 4    | Fan Man-Yun (TPE)       | 9.62      | 9.61      | 19.23 |
| 5    | Peggie Ho Pak Kei (HKG) | 9.58      | 9.56      | 19.14 |
| 6    | Lindswell Kwok (INA)    | 9.44      | 9.51      | 18.95 |
| 7    | Ho Si Hang (MAC)        | 9.41      | 9.53      | 18.94 |
| 8    | Susie Parnham (AUS)     | 8.96      | 8.94      | 17.90 |

### Sanshou
Legenda:
DI = Ausência-lesão (Default-injury)

KO = Nocaute (Knock-out)

TV = Superioridade técnica (Technical victory)

#### 56 kg masculino
|  | Oitavas de final          | Oitavas de final          | Oitavas de final |  |  | Quartas de final          | Quartas de final          | Quartas de final       |   |                     | Semifinais          | Semifinais          | Semifinais |  |  | Final | Final | Final |
|  |                           |                           |                  |  |  |                           |                           |                        |   |                     |                     |                     |            |  |  |       |       |       |
|  |                           |                           |                  |  |  |                           |                           |                        |   |                     |                     |                     |            |  |  |       |       |       |
|  |                           |                           |                  |  |  | Zhang Shuaike (CHN)       | Zhang Shuaike (CHN)       | 2                      |   |                     |                     |                     |            |  |  |       |       |       |
|  | Sanan Hagverdiyev (AZE)   | Sanan Hagverdiyev (AZE)   | 0                |  |  | Panyawut Kongkliang (THA) | Panyawut Kongkliang (THA) | 0                      |   |                     |                     |                     |            |  |  |       |       |       |
|  | Panyawut Kongkliang (THA) | Panyawut Kongkliang (THA) | 2                |  |  |                           |                           |                        |   | Zhang Shuaike (CHN) | Zhang Shuaike (CHN) | 2                   |            |  |  |       |       |       |
|  |                           |                           |                  |  |  |                           | Qin Zhi Jian (MAC)        | Qin Zhi Jian (MAC)     | 0 |                     |                     |                     |            |  |  |       |       |       |
|  |                           |                           |                  |  |  | Abderrahmen Laamiri (TUN) | Abderrahmen Laamiri (TUN) | 0                      |   |                     |                     |                     |            |  |  |       |       |       |
|  |                           |                           |                  |  |  | Qin Zhi Jian (MAC)        | Qin Zhi Jian (MAC)        | 2                      |   |                     |                     |                     |            |  |  |       |       |       |
|  |                           |                           |                  |  |  |                           |                           |                        |   |                     | Zhang Shuaike (CHN) | Zhang Shuaike (CHN) | 2          |  |  |       |       |       |
|  |                           |                           |                  |  |  |                           | Nazir Shandulaev (RUS)    | Nazir Shandulaev (RUS) | 0 |                     |                     |                     |            |  |  |       |       |       |
|  |                           |                           |                  |  |  | Benjie Rivera (PHI)       | Benjie Rivera (PHI)       | 2                      |   |                     |                     |                     |            |  |  |       |       |       |
|  |                           |                           |                  |  |  | Mohamed Kamel (EGY)       | Mohamed Kamel (EGY)       | 0                      |   |                     |                     |                     |            |  |  |       |       |       |
|  |                           |                           |                  |  |  |                           |                           |                        |   | Benjie Rivera (PHI) | Benjie Rivera (PHI) | 0                   |            |  |  |       |       |       |
|  |                           |                           |                  |  |  |                           | Nazir Shandulaev (RUS)    | Nazir Shandulaev (RUS) | 2 |                     |                     |                     |            |  |  |       |       |       |
|  |                           |                           |                  |  |  | Truong Trong Do (VIE)     | Truong Trong Do (VIE)     | 0                      |   |                     |                     |                     |            |  |  |       |       |       |
|  |                           |                           |                  |  |  | Nazir Shandulaev (RUS)    | Nazir Shandulaev (RUS)    | 2                      |   |                     |                     |                     |            |  |  |       |       |       |
|  |                           |                           |                  |  |  |                           |                           |                        |   |                     |                     |                     |            |  |  |       |       |       |

#### 70 kg masculino
|  | Quartas de final        | Quartas de final        | Quartas de final |  |  | Semifinais            | Semifinais            | Semifinais          |   |                      | Final                | Final | Final |
|  |                         |                         |                  |  |  |                       |                       |                     |   |                      |                      |       |       |
|  | Cai Liang Chan (MAC)    | Cai Liang Chan (MAC)    | 2                |  |  |                       |                       |                     |   |                      |                      |       |       |
|  | Traian Augustin (ROU)   | Traian Augustin (ROU)   | 0                |  |  | Cai Liang Chan (MAC)  | Cai Liang Chan (MAC)  | 2                   |   |                      |                      |       |       |
|  | Harutyun Simonyan (ARM) | Harutyun Simonyan (ARM) | 0                |  |  | Ahmad Ibrahim (EGY)   | Ahmad Ibrahim (EGY)   | 0                   |   |                      |                      |       |       |
|  | Ahmad Ibrahim (EGY)     | Ahmad Ibrahim (EGY)     | 2                |  |  |                       |                       |                     |   | Cai Liang Chan (MAC) | Cai Liang Chan (MAC) | 2     |       |
|  | Murad Akhadov (RUS)     | Murad Akhadov (RUS)     | 2                |  |  |                       | Murad Akhadov (RUS)   | Murad Akhadov (RUS) | 0 |                      |                      |       |       |
|  | Kazuari Sasazawa (JPN)  | Kazuari Sasazawa (JPN)  | 0                |  |  | Murad Akhadov (RUS)   | Murad Akhadov (RUS)   | 2                   |   |                      |                      |       |       |
|  | Maximillion Chen (USA)  | Maximillion Chen (USA)  | 0                |  |  | Yoon Soon-Myung (KOR) | Yoon Soon-Myung (KOR) | 0                   |   |                      |                      |       |       |
|  | Yoon Soon-Myung (KOR)   | Yoon Soon-Myung (KOR)   | 2                |  |  |                       |                       |                     |   |                      |                      |       |       |
|  |                         |                         |                  |  |  |                       |                       |                     |   |                      |                      |       |       |
|  |                         |                         |                  |  |  |                       |                       |                     |   |                      |                      |       |       |

#### 85 kg masculino
|  | Quartas de final        | Quartas de final        | Quartas de final |  |  | Semifinais              | Semifinais              | Semifinais           |  |                      | Final                | Final | Final |
|  |                         |                         |                  |  |  |                         |                         |                      |  |                      |                      |       |       |
|  | Muslim Salihov (RUS)    | Muslim Salihov (RUS)    | DI               |  |  |                         |                         |                      |  |                      |                      |       |       |
|  | Elshad Ibrahimov (AZE)  | Elshad Ibrahimov (AZE)  |                  |  |  | Muslim Salihov (RUS)    | Muslim Salihov (RUS)    | KO                   |  |                      |                      |       |       |
|  | Elie Saade (LIB)        | Elie Saade (LIB)        | 0                |  |  | Nicholas Evagorou (GBR) | Nicholas Evagorou (GBR) |                      |  |                      |                      |       |       |
|  | Nicholas Evagorou (GBR) | Nicholas Evagorou (GBR) | 2                |  |  |                         |                         |                      |  | Muslim Salihov (RUS) | Muslim Salihov (RUS) | DI    |       |
|  | Emerson Almeida (BRA)   | Emerson Almeida (BRA)   | 2                |  |  |                         | Hossein Ojaghi (IRI)    | Hossein Ojaghi (IRI) |  |                      |                      |       |       |
|  | Eugen Preda (ROU)       | Eugen Preda (ROU)       | 1                |  |  | Emerson Almeida (BRA)   | Emerson Almeida (BRA)   | 0                    |  |                      |                      |       |       |
|  | Oliver Hasler (SUI)     | Oliver Hasler (SUI)     | 0                |  |  | Hossein Ojaghi (IRI)    | Hossein Ojaghi (IRI)    | 2                    |  |                      |                      |       |       |
|  | Hossein Ojaghi (IRI)    | Hossein Ojaghi (IRI)    | 2                |  |  |                         |                         |                      |  |                      |                      |       |       |
|  |                         |                         |                  |  |  |                         |                         |                      |  |                      |                      |       |       |
|  |                         |                         |                  |  |  |                         |                         |                      |  |                      |                      |       |       |

#### 52 kg feminino
|  | Oitavas de final         | Oitavas de final         | Oitavas de final |  |  | Quartas de final         | Quartas de final         | Quartas de final        |   |                         | Semifinais              | Semifinais     | Semifinais |  |  | Final | Final | Final |
|  |                          |                          |                  |  |  |                          |                          |                         |   |                         |                         |                |            |  |  |       |       |       |
|  |                          |                          |                  |  |  |                          |                          |                         |   |                         |                         |                |            |  |  |       |       |       |
|  |                          |                          |                  |  |  | Qin Lizi (CHN)           | Qin Lizi (CHN)           | TV                      |   |                         |                         |                |            |  |  |       |       |       |
|  | Kim A-Ri (KOR)           | Kim A-Ri (KOR)           | 0                |  |  | Cristina Toporaste (ROU) | Cristina Toporaste (ROU) |                         |   |                         |                         |                |            |  |  |       |       |       |
|  | Cristina Toporaste (ROU) | Cristina Toporaste (ROU) | 2                |  |  |                          |                          |                         |   | Qin Lizi (CHN)          | Qin Lizi (CHN)          | 2              |            |  |  |       |       |       |
|  |                          |                          |                  |  |  |                          | Nguyen Thuy Ngan (VIE)   | Nguyen Thuy Ngan (VIE)  | 0 |                         |                         |                |            |  |  |       |       |       |
|  |                          |                          |                  |  |  | Maria de la Fuente (MEX) | Maria de la Fuente (MEX) | 0                       |   |                         |                         |                |            |  |  |       |       |       |
|  |                          |                          |                  |  |  | Nguyen Thuy Ngan (VIE)   | Nguyen Thuy Ngan (VIE)   | 2                       |   |                         |                         |                |            |  |  |       |       |       |
|  |                          |                          |                  |  |  |                          |                          |                         |   |                         | Qin Lizi (CHN)          | Qin Lizi (CHN) | 2          |  |  |       |       |       |
|  |                          |                          |                  |  |  |                          | Mary Jane Estimar (PHI)  | Mary Jane Estimar (PHI) | 0 |                         |                         |                |            |  |  |       |       |       |
|  |                          |                          |                  |  |  | Farzaneh Dehghani (IRI)  | Farzaneh Dehghani (IRI)  | 2                       |   |                         |                         |                |            |  |  |       |       |       |
|  |                          |                          |                  |  |  | Ariana Ortega (BRA)      | Ariana Ortega (BRA)      | 0                       |   |                         |                         |                |            |  |  |       |       |       |
|  |                          |                          |                  |  |  |                          |                          |                         |   | Farzaneh Dehghani (IRI) | Farzaneh Dehghani (IRI) | 1              |            |  |  |       |       |       |
|  |                          |                          |                  |  |  |                          | Mary Jane Estimar (PHI)  | Mary Jane Estimar (PHI) | 2 |                         |                         |                |            |  |  |       |       |       |
|  |                          |                          |                  |  |  | Ambra Vielmi (ITA)       | Ambra Vielmi (ITA)       | 1                       |   |                         |                         |                |            |  |  |       |       |       |
|  |                          |                          |                  |  |  | Mary Jane Estimar (PHI)  | Mary Jane Estimar (PHI)  | 2                       |   |                         |                         |                |            |  |  |       |       |       |
|  |                          |                          |                  |  |  |                          |                          |                         |   |                         |                         |                |            |  |  |       |       |       |

#### 60 kg feminino
|  | Quartas de final       | Quartas de final       | Quartas de final |  |  | Semifinais             | Semifinais             | Semifinais         |   |                     | Final               | Final | Final |
|  |                        |                        |                  |  |  |                        |                        |                    |   |                     |                     |       |       |
|  |                        |                        |                  |  |  |                        |                        |                    |   |                     |                     |       |       |
|  |                        |                        |                  |  |  | Luong Thi Hoa (VIE)    | Luong Thi Hoa (VIE)    | 2                  |   |                     |                     |       |       |
|  | Sarah Ponce (USA)      | Sarah Ponce (USA)      | 0                |  |  | Walaa Abdelrazek (EGY) | Walaa Abdelrazek (EGY) | 1                  |   |                     |                     |       |       |
|  | Walaa Abdelrazek (EGY) | Walaa Abdelrazek (EGY) | 2                |  |  |                        |                        |                    |   | Luong Thi Hoa (VIE) | Luong Thi Hoa (VIE) | 1     |       |
|  | Mariane Mariano (PHI)  | Mariane Mariano (PHI)  | 2                |  |  |                        | Zahra Karimi (IRI)     | Zahra Karimi (IRI) | 2 |                     |                     |       |       |
|  | Hanna Sillen (SWE)     | Hanna Sillen (SWE)     | 0                |  |  | Mariane Mariano (PHI)  | Mariane Mariano (PHI)  | 0                  |   |                     |                     |       |       |
|  | Ahlem Grissette (TUN)  | Ahlem Grissette (TUN)  | 0                |  |  | Zahra Karimi (IRI)     | Zahra Karimi (IRI)     | 2                  |   |                     |                     |       |       |
|  | Zahra Karimi (IRI)     | Zahra Karimi (IRI)     | 2                |  |  |                        |                        |                    |   |                     |                     |       |       |
|  |                        |                        |                  |  |  |                        |                        |                    |   |                     |                     |       |       |
|  |                        |                        |                  |  |  |                        |                        |                    |   |                     |                     |       |       |